# George Stanich
George Anthony Stanich  (né le 4 novembre 1928 à Sacramento) est un athlète américain spécialiste du saut en hauteur. Licencié au Los Angeles Athletic Club, il mesure 1,90 m pour 84 kg.
Lors de sa période universitaire, il joue au basket-ball, évoluant sous la direction de John Wooden avec les Bruins de l'Université de Californie à Los Angeles. Il est choisi lors du deuxième tour de la Draft 1950 de la NBA par les Rochester Royals. Il pratique également le baseball à UCLA, sport qu'il pratique ensuite en tant que professionnel.

## Biographie

### Palmarès
| Date | Compétition                          | Lieu     | Résultat | Performance |
| ---- | ------------------------------------ | -------- | -------- | ----------- |
| 1948 | Sélections olympiques des États-Unis | Evanston | 2e       | 2,04 m      |
| 1948 | Jeux olympiques d'été                | Londres  | 3e       | 1,95 m      |

### Records
| Épreuve         | Performance | Lieu     | Date |
| --------------- | ----------- | -------- | ---- |
| Saut en hauteur | 2,04 m      | Evanston | 1948 |